# Мирзакарим Норбеков
Мирзакарим Санакулович Норбеков е узбекски писател, активист за използване на алтернативна медицина. Претендира да е академик, но името му не се среща в списъка с академиците на Руската академия на науките. Основател и президент на Института на Норбеков..

## Биография
Норбеков е роден на 17 ноември 1957 г. в планински аул в района на град Самарканд.
След като завършва 8 клас, започва да учи в местното художествено училище „стенопис“. Още 16-годишен работи като художник стенописец.
През 1975 г. кара военната си служба в строителни войски, откъдето е освободен заради тежки травми, получени в резултат на неуставни отношения.
За борбата си с тези травми и нанесените поражения по здравето вследствие на своя престой в казармата Норбеков разказва на широко в своите книги. Страда от бъбречна недостатъчност и е на хемодиализа, но търси различни алтернативни методи за оздравяване и именно неговият път на изцеление вдъхновява хиляди хора по целия свят да търсят лечение, дори и ако съвременната медицина счита болестта им за нелечима.
Впоследствие напълно възстановява здравето си и създава едноименната система за самовъзстановяване на здравето.
Постъпва в Андижанския институт по памукопроизводство, но следва едва до трети курс. На практика Норбеков няма дори диплома за завършено висше образование. Бившата му съпруга пише в мемоарите си:
| „ | „След раздялата ни Мирзакарим не се скъпеше да си купува различни звания и дипломи. През 1996 година си купи дипломи за доктор по педагогика, доктор по философия на медицината, академик. Днес от всичките си звания „скромно“ използва едно – академик. Често ме питат: „Добре де, на коя академия той е академик все пак? Прегледахме всички списъци на всички академии, но не го открихме никъде!“. | “ |

Баща е на 5 деца и има над 10 внука. Освен за здраве, пише в книгите си и изнася лекции за отношения в брака, възпитание на деца, семейни ценности и др. Често слушателите в аудиториите му са над 300 души.

## Институт за самовъзстановяване на човека
През 1998 година в Москва М. С. Норбеков създава Института за самовъзстановяване на човека. Институтът организира тренингови сесии по системата на Норбеков. Според официалните съобщения на Института той има представителства в 28 страни по света – в Русия, Балтийските страни, Европа, Северна Америка, Израел, а през тренинговите курсове са преминали около 2 500 000 души.

## Критика
Според Александр Дворкин Норбековият „Институт за самовъзстановяване на човека“ представлява „еклектична секта, организирана на принципа на мрежовите тренингови компании и съчетаваща елементи психокулт, псевдонаука, окултна алтернативна медицина и псевдосуфизъм“..
Въпреки критиките, книгите и курсовете винаги са се разпространявали свободно.
От Център Норбеков Москва споделят, че работят в тясна връзка с редица здравни организации и институции в Русия, с които изследват резултатите и продължават разширението на системата.